# Saison 1962-1963 de l'USM Alger
Chronologie
Saison précédente Saison suivante
La saison 1962-1963 de l'USM Alger est la première saison sportive du club depuis l'indépendance de l'Algérie.
les compétitions de football prennent vie dans le pays. Compte tenu de la répartition géographique des clubs sur l'ensemble du territoire, autrefois divisé en trois départements sous l'administration coloniale française, chaque ligue a pris en charge l'organisation des compétitions de manière autonome, encouragée par le ministère des Sports et de la Jeunesse. Dans les premières années, les compétitions relançaient donc sous forme de critères régionaux au terme desquels étaient sacrés les champions départementaux qui devaient ensuite s'affronter sous forme de tournois "play off" pour désigner le Champion d'Algérie.
Placée dans le Groupe V du Critérium d'Honneur, l'USMA termine en tête avec la meilleure attaque et la meilleure défense tous groupes confondus et se qualifie pour la Poule finale de la Ligue d'Alger. Confrontée aux vainqueurs des autres groupes du Critérium, l'équipe remporte tous ses matchs et s'adjuge le titre de champion d'Alger.
Ce qui lui permet de disputer le tournoi National, afin de déterminer le champion d'Algérie. En finale de ce tournoi, l'USMA bat le MC Alger trois buts à zéro et devient la première équipe championne d'Algérie après l'indépendance du pays.
En coupe, le club est éliminé en demi-finale par le futur vainqueur de l'épreuve, l'ES Sétif.

## Compétitions
| Critérium d'Honneur  | Play-off            | Tournoi final                    | Coupe d'Algérie                   |
| -------------------- | ------------------- | -------------------------------- | --------------------------------- |
| Champion 51 points   | Vainqueur 12 points | Vainqueur face le MC Alger (3-0) | Demi-finale face l'ES Sétif (4-2) |
| 16 V 1 N 1 D         | 4 V 0 N 0 D         | 1 V 1 N 0 D                      | 6 V 0 N 1 D                       |
| TOTAL : 27 V 2 N 2 D |                     |                                  |                                   |

## Matchs

### Critérium d'Honneur: Groupe V
| Date             | J  | Adversaire       | Lieu | Résultat | Buteurs pour l'USMA                                 |
| 7 octobre 1962   | 1  | RC Arba          | Ext. | 0 - 6    | -                                                   |
| 14 octobre 1962  | 2  | USM Blida        | Dom. | 6 - 3    | Krimo 2, Bernaoui 10e 60e, Djemaâ 43e, Djermane 90e |
| 28 octobre 1962  | 3  | USM Marengo      | Ext. | 1 - 1    | -                                                   |
| 11 novembre 1962 | 4  | JS Fort-de-l'Eau | Dom. | 3 - 0    | -                                                   |
| 18 novembre 1962 | 5  | ESM Koléa        | Ext. | 0 - 2    | -                                                   |
| 2 décembre 1962  | 6  | USH Alger        | Dom. | 5 - 0    | -                                                   |
| 9 décembre 1962  | 7  | ES Zéralda       | Dom. | 4 - 0    | -                                                   |
| 23 décembre 1962 | 8  | SO Berrouaghia   | Ext. | 0 - 13   | -                                                   |
| 6 janvier 1963   | 9  | JSM Alger        | Dom. | 8 - 0    | -                                                   |
| 20 janvier 1963  | 10 | RC Arba          | Dom. | 3 - 0    | -                                                   |
| 27 janvier 1963  | 11 | USM Blida        | Ext. | 0 - 1    | -                                                   |
| 10 février 1963  | 12 | USM Marengo      | Dom. | 2 - 0    | -                                                   |
| 17 février 1963  | 13 | JS Fort-de-l'Eau | Ext. | 0 - 1    | -                                                   |
| 24 février 1963  | 14 | ESM Koléa        | Dom. | 4 - 1    | -                                                   |
| 10 mars 1963     | 15 | USH Alger        | Ext. | 1 - 0    | -                                                   |
| 17 mars 1963     | 16 | ES Zéralda       | Ext. | 0 - 7    | -                                                   |
| 24 mars 1963     | 17 | SO Berrouaghia   | Dom. | 8 - 0    | -                                                   |
| 7 avril 1963     | 18 | JSM Alger        | Ext. | 0 - 8    | -                                                   |

#### Classement
| Rang | Équipe           | Pts | J  | G  | N | P  | Bp | Bc  | GA    |
| ---- | ---------------- | --- | -- | -- | - | -- | -- | --- | ----- |
| 1    | USM Alger        | 51  | 18 | 16 | 1 | 1  | 75 | 6   | 12,5  |
| 2    | USM Marengo      | 43  | 18 | 10 | 5 | 3  | 40 | 18  | 2,222 |
| 3    | USM Blida        | 41  | 18 | 10 | 3 | 5  | 57 | 12  | 4,75  |
| 4    | RC Arba          | 41  | 18 | 10 | 3 | 5  | 46 | 26  | 1,769 |
| 5    | USH Alger        | 40  | 18 | 8  | 6 | 4  | 28 | 18  | 1,556 |
| 6    | ESM Koléa        | 38  | 18 | 7  | 6 | 5  | 31 | 23  | 1,348 |
| 7    | JS Fort-de-l'Eau | 36  | 18 | 7  | 4 | 7  | 40 | 24  | 1,667 |
| 8    | ES Zéralda       | 29  | 18 | 5  | 1 | 12 | 23 | 53  | 0,434 |
| 9    | JSM Alger        | 21  | 18 | 1  | 1 | 16 | 10 | 69  | 0,145 |
| 10   | SO Berrouaghia   | 20  | 18 | 1  | 0 | 17 | 8  | 109 | 0,073 |

- Qualifié pour la Poule Finale. Passage en Division d'Honneur 1963-1964
- Passage en Division d'Honneur 1963-1964
- Passage en Division Pré-Honneur 1963-1964
- Passage en Première Division 1963-1964

### Play-off régional centre (Alger)
| Date        | J | Adversaire      | Stade (ville)                 | Résultat | Buteurs pour l'USMA                            |
| 19 mai 1963 | 1 | NA Hussein Dey  | Stade de Saint-Eugène (Alger) | 6 - 0    | Belbekri 30e, Ben Tifour 35, Djemaâ , Bernaoui |
| 26 mai 1963 | 2 | AS Orléansville | -                             | 3 - 2    | Ben Tifour , Krimo , Djermane                  |
| 2 juin 1963 | 3 | OM Saint-Eugène | -                             | 4 - 0    | Zemmour 26e 65e, Bernaoui 78e, Djermane 88e    |
| 9 juin 1963 | 4 | MC Alger        | Stade d'El Anasser (Alger)    | 2 - 1    | Meziani 17e, Krimo 39e                         |

#### Classement final
| Rang | Équipe          | Pts | J | G | N | P | Bp | Bc | GA    |
| ---- | --------------- | --- | - | - | - | - | -- | -- | ----- |
| 1    | USM Alger       | 12  | 4 | 4 | 0 | 0 | 15 | 3  | 5     |
| 2    | MC Alger        | 10  | 4 | 3 | 0 | 1 | 9  | 2  | 4,5   |
| 3    | AS Orléansville | 8   | 4 | 2 | 0 | 2 | 5  | 7  | 0,714 |
| 4    | NA Hussein Dey  | 6   | 4 | 1 | 0 | 3 | 7  | 12 | 0,583 |
| 5    | OM Saint-Eugène | 4   | 4 | 0 | 0 | 4 | 3  | 15 | 0,2   |

- Champion d'Alger 1962-1963, qualifié pour le National
- Vice-champion d'Alger 1962-1963, qualifié pour le National

### Tournoi final: National
| Date         | Tour        | Adversaire | Stade (ville)              | Résultat | Buteurs pour l'USMA                     |
| 15 juin 1963 | Demi-finale | USM Annaba | Stade d'El Anasser (Alger) | 2 - 2    | Salah , Bernaoui                        |
| 16 juin 1963 | Finale      | MC Alger   | Stade d'El Anasser (Alger) | 3 - 0    | Ben Tifour 60e, Krimo 73e, Bernaoui 89e |

### Coupe d'Algérie
| Date             | Tour             | Adversaire                     | Stade (ville)                     | Résultat | Buteurs pour l'USMA       |
| 4 novembre 1962  | 2e tour régional | n.c                            | -                                 | Victoire | -                         |
| 25 novembre 1962 | 3e tour régional | SC Affreville (Khemis Miliana) | Stade d'El Affroun (El Affroun)   | 2 - 0    | -                         |
| 16 décembre 1962 | 4e tour régional | RC Kouba                       | Stade d'El Harrach (Alger)        | 3 - 1    | -                         |
| 30 décembre 1962 | 5e tour régional | JS El Biar                     | Stade municipal (Alger)           | 2 - 0    | -                         |
| 18 janvier 1963  | 8e de finale     | USM Bel-Abbès                  | -                                 | 2 - 1    | -                         |
| 3 mars 1963      | Quart de finale  | JSM Skikda                     | -                                 | 3 - 2 ap | -                         |
| 31 mars 1963     | Demi-finale      | ES Sétif                       | Stade Benabdelmalek (Constantine) | 4 - 2 ap | Meziani 11e, Bernaoui 23e |

## Joueurs et encadrement technique